# Sosarme
Sosarme, Rè di Media (título original en italiano; en español, Sosarme, rey de Media HWV 30) es una ópera en tres actos con música de Georg Friedrich Händel y libreto en italiano de mano desconocida, basado en el precedente Dionisio, Re di Portogallo de Antonio Salvis, basado en la historia de Dionisio I de Portugal y que se estrenó en Pratolino en 1707 con música de Giacomo Antonio Perti. La ópera de Händel fue compuesta entre diciembre de 1731 y el 4 de febrero de 1732 y se estrenó el 15 de febrero de 1732 en el King's Theatre de Londres. 
En el estreno intervino el famoso castrato Francesco Bernardi. Fue representada una vez más en 1734 utilizando algunas arias de Riccardo Primo.